# Kaiser-Ludwig-Brunnen

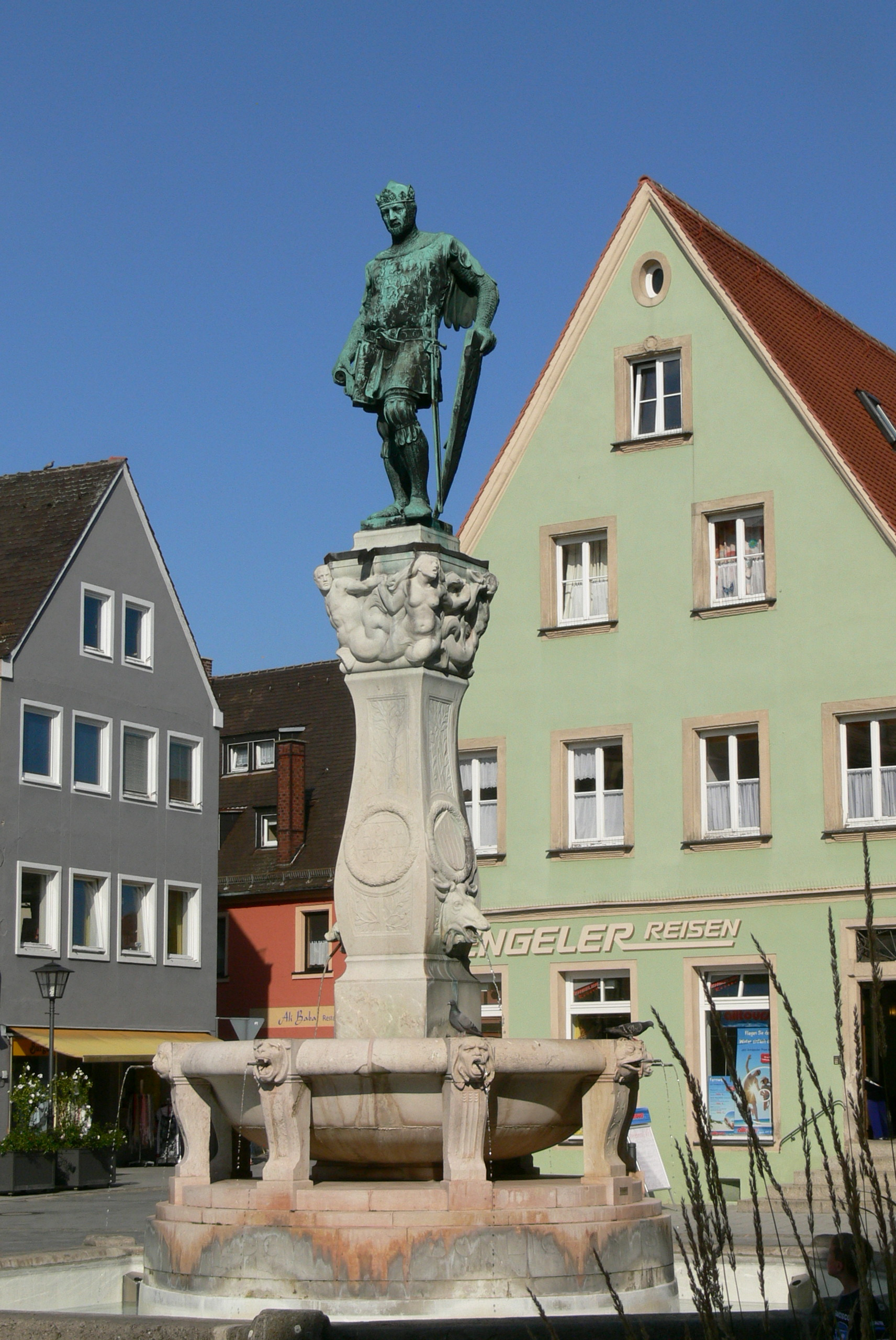
Kaiser-Ludwig-Brunnen (2011)

Der Kaiser-Ludwig-Brunnen befindet sich am östlichen Ende der Luitpoldstraße innerhalb der denkmalgeschützten Altstadt des mittelfränkischen Weißenburg in Bayern. Der Brunnen ist unter der Denkmalnummer D-5-77-177-257 als Baudenkmal in die Bayerische Denkmalliste eingetragen.

## Geschichte
Im Jahr 1338 bekam die Reichsstadt Weißenburg von Ludwig dem Bayern seinen Stadtwald geschenkt, der sich an der nach ihm benannten Ludwigshöhe befindet. 16 Jahre zuvor hatte er im Jahre 1322 unter anderem durch Weißenburger Hilfe die Schlacht bei Mühldorf gewonnen. Ihm zu Ehren errichtete man nach einem bayernweiten Wettbewerb, aus dem Emil Dittler als Sieger hervorging, im Jahre 1903 den heutigen Brunnen.

## Beschreibung
Am Brunnen befindet sich eine monumentale Statue von Ludwig dem Bayern. Der achteckige Brunnenboden ist aus Muschelkalk. Acht Pfeiler mit Fratzenmasken als Wasserspeier tragen eine Rundschale, aus der ein viereckiger, geschweifter Pfeiler wächst. Über zwei Wasserspeiern in Form eines Hirsch- und Eberkopfes, folgen Wappen, Widmung und Statue des Königs. Das Kapitell trägt in kräftigen Reliefdarstellungen drei Tritonen und eine Nixe und darüber die Bronzefigur des König Ludwig dem Bayern.

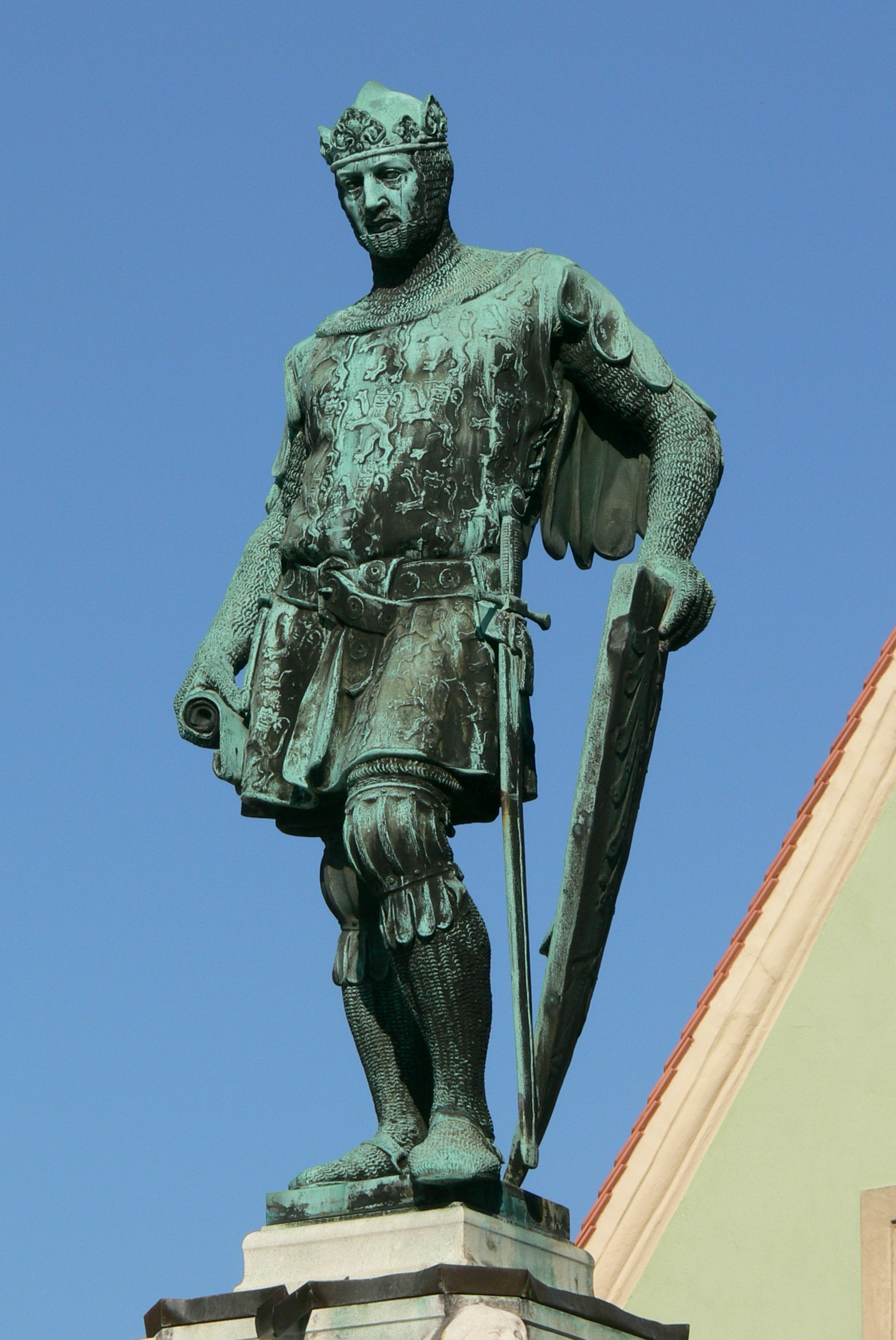
Statue von Ludwig dem Bayern
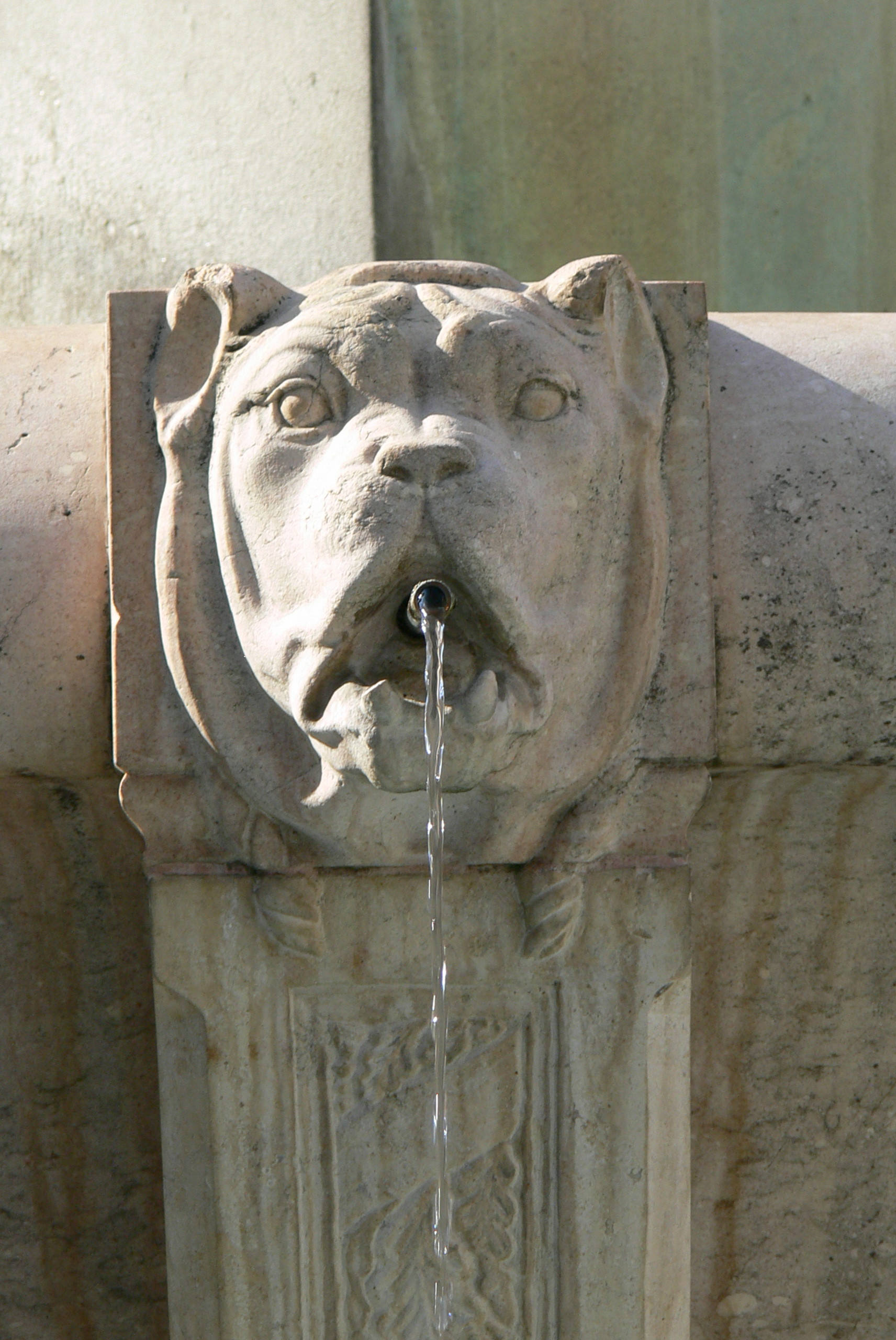
Wasserspeier in Form eines Hundes
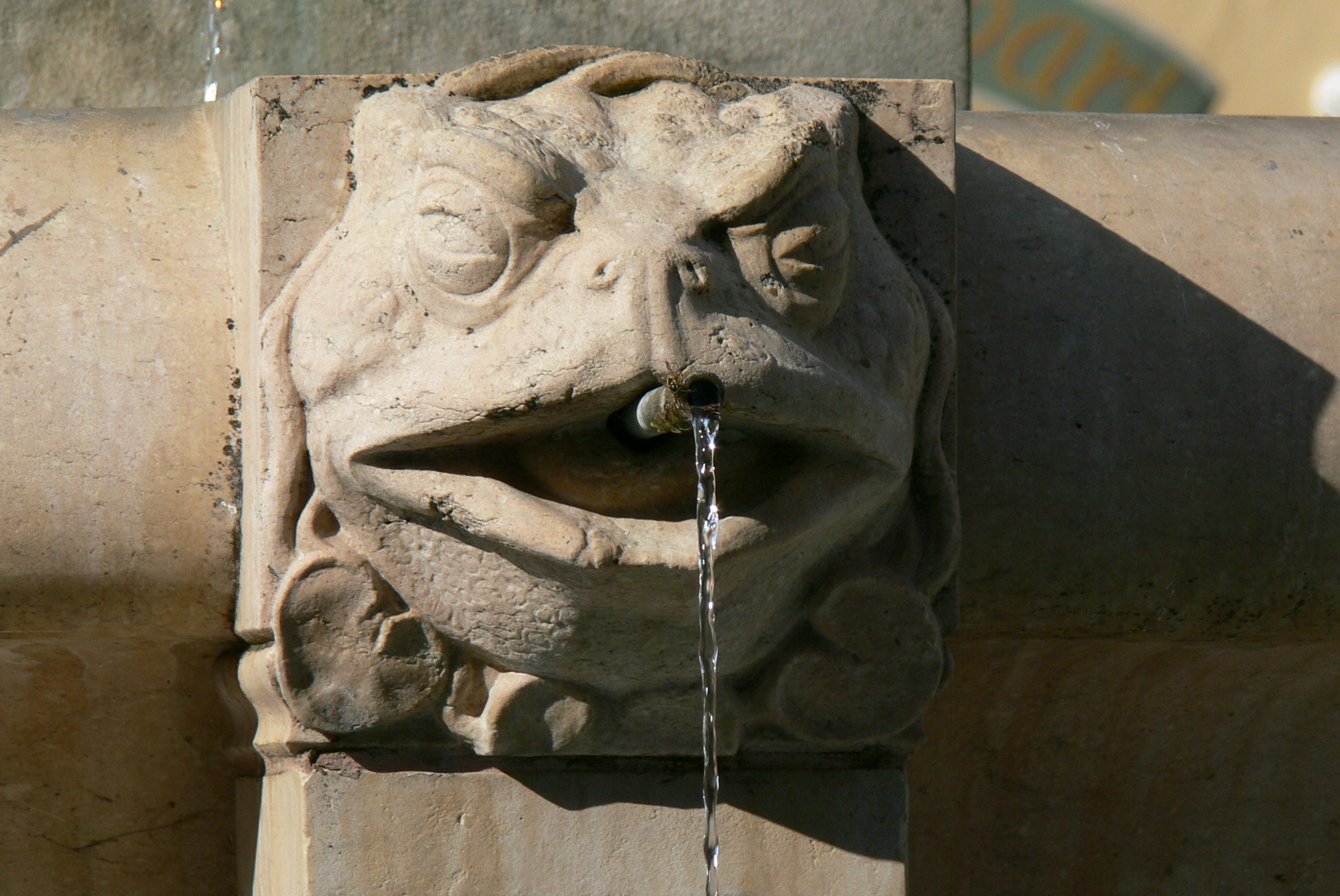
Wasserspeier in Form eines Frosches
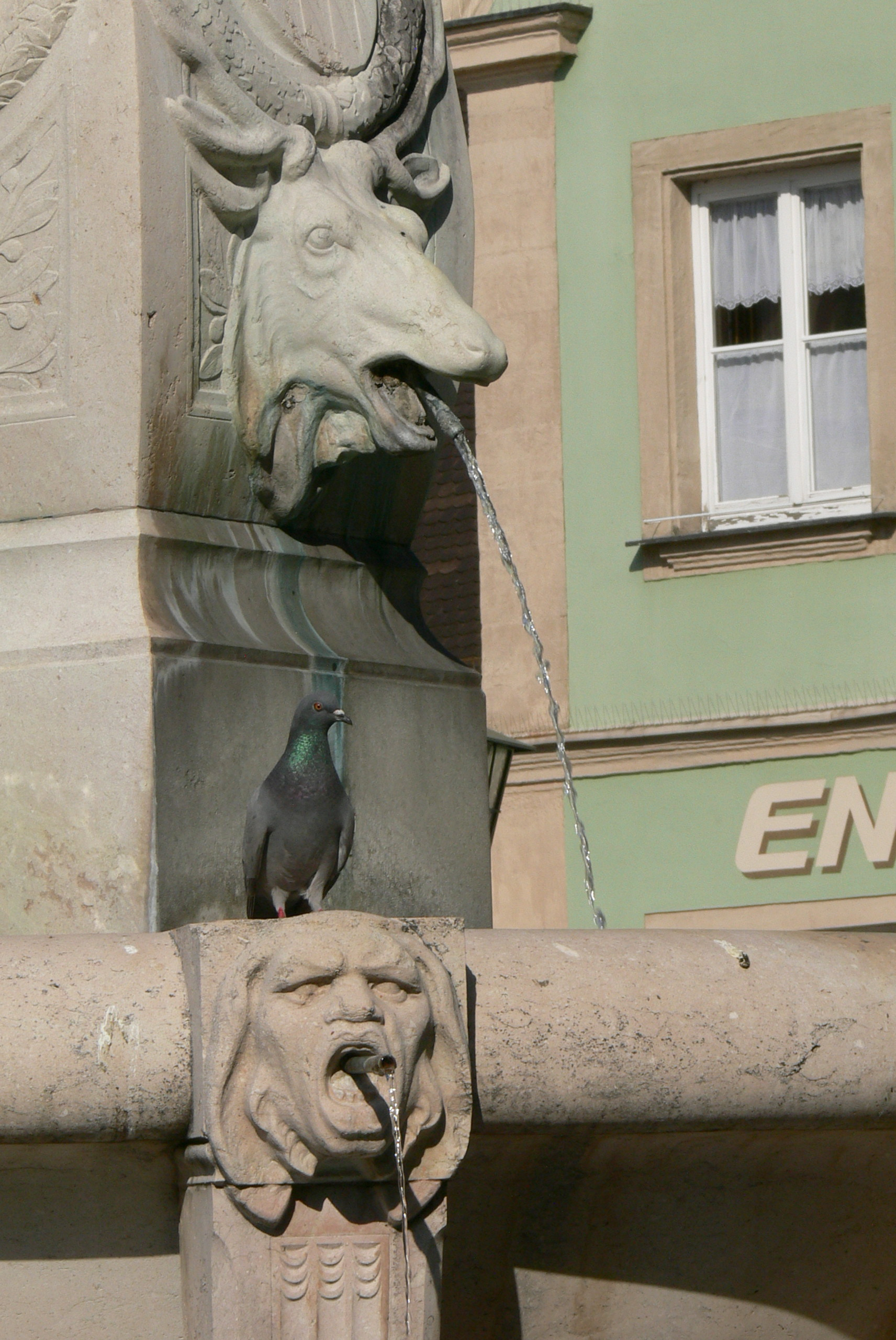
Wasserspeier in Form eines Hirschen und eines Ebers